# Severiano Ballesteros
Severiano Ballesteros Sota (Pedreña, Cantabria, 9 de abril de 1957 – Pedreña, 7 de maio de 2011) foi um golfista espanhol.